# プラタム
株式会社プラタム（朝: 플래텀、Platum、福来腾）は、韓国国内を中心としたスタートアップ企業専門のニュースサイト『Platum』を運営する会社。2018年までに500人を超えるスタートアップ創業者インタビューをインタビューし、国内ICT技術や投資、マーケティングに関する記事を多く紹介している。中華圏のICT市場のトレンドレポートも数多く作成し、中国市場とも強いつながりがある。韓国国内スタートアップ企業1位である（2020年現在）。スタートアップ専門メディアであり、 中華圏テック/ IT インターネット新聞で2012年11月創刊。ジョサンレ代表（現出版社）とソンヨハン取締役（現編集長） が共同設立。

## 概要
Platumは、「Startup's Story Platform」をモットーとするスタートアップ専門メディア。 Platumは「知恵を分かち合う空間(Plat+um)」という意味を表す。韓国国内だけではなく、中華圏の専門ネットワークとして、韓国のスタートアップを中華圏(中国、香港、台湾など)とアジア市場へ情報発信ができるよう積極的に取り組んでいる。Platumがスタートアップインタビューを進めるのは、「創業は結果ではなく、過程」がPlatumの信念であるため。これまで500人を超えるスタートアップ創業者インタビュー（2018年基準）を進めてきており、ICT技術と投資、マーケティングなどの専門領域の記事とコラムを生産している。 また、韓国の創業生態系を完全に知らせるための企画として、2014年から週刊、月刊、年間単位で韓国スタートアップ投資動向レポート（一 /ヤング中華圏ICTトレンドレポートなど良質の研究報告書を作成して配布している。 2016年には33スタートアップ企業の開始と現在を記録した「 スタートアップの全盛時代（ブクドトウム） 」を出版しており、2016年度からスタートアップアライアンスと「中国の韓国人 」のイベントを毎年共同主催している。 

## 沿革
以下はウェブサイトの情報による。
- 2012年9月 - Platum 創刊
- 2012年9月 - Platum メディアサイトオープン
- 2012年11月 - 株式会社Platum 法人設立
- 2012年12月 - 韓国スタートアップデータベースサービスのロケットパンチパートナー提携
- 2012年12月 - サムスンSDSsGenメディアパートナー
- 2012年12月 - 建国大学校文化コンテンツ学科が統合協力MOUを締結
- 2012年12月スタートアップ朝食会Sunnyup(サニーアップ)プロジェクト実施
- 2013年1月 - 「ソウル、共有経済に出会う」メディア後援
- 2013年3月 - 中国テック&スタートアップメディア36kr、iheimaメディア協力MOUを締結
- 2013年5月 - 国内スタートアップメディアビソクセスMOU締結
- 2013年5月 - 中華圏テック&スタートアップメディアtechnode、Tech In Asia協力MOUを締結
- 2013年5月 - アジア最大のテク&スタートアップカンファレンス2013beLaunchメディアパートナー
- 2013年6月 - 台湾テック&スタートアップメディア数位時代、Insideメディア協力MOUを締結
- 2013年6月 - ポータルZUMニュース検索提携
- 2013年7月 - Daum Viewエディションコンテンツ提携
- 2013年8月 - Flipboard媒体パートナーシップ締結
- 2013年8月 - 中国ソーシャルマーケティングセミナー開催
- 2013年8月 - 高ベンチャーフォーラム 中華圏ICTトレンド固定発表10月 - サムスン経済研究所(SERI)の経営知識チャンネルコンテンツ提携
- 2013年11月 - TechCrunch上海2013メディアパートナー、韓国共同館運営
- 2013年12月 - チャイナトレンドセミナー、第1回「スタートアップ、強豪へ行く」開催
- 2013年12月 - NAVERの公益ナヌムキャストコンテンツ提携
- 2013年12月 - Google ニュース検索提携
- 2014年1月 - KAISTIPCEO英才企業人教育院創業キャンプ実施
- 2014年4月 - 台湾スタートアップメディア「ファンノード」曽国偉編集長招待セミナー
- 2014年5月 - アジア最大のテック&スタートアップカンファレンス2014 beLaunchメディアパートナー
- 2014年7月 - NAVERニュース検索提携
- 2014年7月 - チャイナトレンドセミナー、第2回「スタートアップ、強豪へ行く」開催
- 2014年7月 - 2014 IDEAS Show メディアパートナー、韓国共同館運営
- 2014年8月 - ポータル「ZUMニュース」供給提携
- 2014年8月 - Kakaoニュースプラットフォームコンテンツ供給提携(カカオトピック)
- 2014年8月 - ランキードットコム基準インターネットニューメディア分野1位（2014年8月~2015年10月現在）
- 2014年8月 - 2014中華圏ICT市場調査報告書「中華圏ICT市場進出の第一歩」を発刊
- 2014年8月 - シンガポールスタートアップメディアe27パートナーシップ締結
- 2014年9月 - Googleニューススタンド提携12月 - アジア連合アライアンス（ASA）発足
- 2014年12月 - アジア5ヶ国スタートアップ&VCネットワーキングイベントアジアビート開催
- 2015年2月 - テッククランチソウルミートアップ+ピッチオフ(Seoul Meetup + Pitch-Off)メディアパートナー
- 2015年3月 - 2014年韓国スタートアップ投資動向レポートを発刊
- 2015年3月 - スタートアップ法律セミナー「スタートアップ、見慣れない投資契約 How to do it?」開催
- 2015年4月 - 中国のスタートアップ生態系探訪プログラム「深圳创客探訪プログラム(第1次)」実施
- 2015年4月 - グローバルスタートアップカンファレンス-スプリングメディアパートナー
- 2015年5月~12月 - NAVERと共同でスタートアップ応援キャンペーン「共にすればもっといいスタート2015」を実施
- 2015年5月 - アジア最大規模のスタートアップコンファレンス「Bグローバルソウル2015」メディアパートナー
- 2015年6月 - 世界最大規模のメーカーイベント「メーカーフェア宣伝2015(Maker Faire Shenzhen, 制制汇节)」メディアパートナー
- 2015年7月 - 日本ニューメディアイノチェンにコンテンツ供給提携
- 2015年7月 - 2015年上半期スタートアップ投資動向報告書を発刊
- 2015年7月 - パク·ウォンスン(朴元淳)ソウル市長ブロガー懇談会メディアパートナー 8月 - 中国のスタートアップ生態系探訪プログラム「深圳创客探訪プログラム」（第2次）実施
- 2015年9月 - 中国のスタートアップ生態系探訪プログラム「深圳创客探訪探訪プログラム」（3次）実施
- 2015年10月 - CCGLOBAL SUMMIT 2015メディアパートナー
- 2015年11月 - 中国のスタートアップ生態系探訪プログラム「深圳创客探訪プログラム」（第4次）実施
- 2015年11月 - 中国最大の産業デザイン展示会SZIDFメディアパートナー
- 2015年11月-  2015創造経済博覧会 – 中国創業協力カンファレンスを主管
- 2016年1月 - 創造経済博覧会業務功労者選定。 未来部長官賞受賞
- 2016年1月 - 2015年韓国スタートアップ投資動向レポートを発刊
- 2016年3月 - アジア最大のスタートアップイベント「アジアビートシャーマン」メディアパートナー
- 2016年4月 - NAVERモバイルニュース「共にN」テーマ版コンテンツ提携
- 2016年6月 - 台湾コンピューテックス2016 / MWC上海2016メディアパートナー
- 2016年7月 - 図書「スタートアップ全盛時代」出版7月 - 中国産業経済研究所設立
- 2016年7月 - 嶺南取材本部設立
- 2016年10月 - 2016中国の韓国人カンファレンス開催
- 2017年3月 - 「2016韓国スタートアップ投資動向報告書」を発刊
- 2017年4月 - 中国フィンテック探訪プログラムを実施
- 2017年5月 - 中国IT企業探訪プログラムを実施
- 2017年6月 - 2017ヘイスタートアップグローバルフェスティバル後援
- 2017年7月 - 英文ITメディアオールテックアジア創刊
- 2017年10月 - 2017中国の韓国人カンファレンス開催
- 2018年3月 - 2017韓国スタートアップ投資動向報告書を発刊
- 2018年4月 - 2017韓国スタートアップ投資動向報告書(逸文)を発刊
- 2018年4月 - 2017韓国スタートアップ投資動向報告書(英文)を発刊
- 2018年6月 - BATで見る中国投資トレンドレポートを発刊
- 2018年6月 - 『未来を生きる都市、宣伝』図書出版7月 - 2018中国「新流通」現況レポートを発刊
- 2018年9月 - 韓国最大のスタートアップフェスティバル「IF2018メディア後援」
- 2018年10月 - 2018中国の韓国人カンファレンス開催
- 2019年2月 - 無現金社会の中国モバイル決済現況レポートを発刊
- 2019年4月 - 中国を代表するインターネット企業「BAT」、2018年度投資現況レポートを発刊
- 2019年6月 - 文在寅(ムン・ジェイン)大統領の北欧歴訪の経済使節団
- 2019年8月 - 中国の乗車共有サービス発展動向レポートを発刊
- 2019年11月 - 国際スタートアップイベント「コムアップ(K-Startup Week ComeUp 2019)」メディアパートナー
- 2020年3月 - 2019国内スタートアップ投資動向報告書を発刊